# Museo de las Familias
Museo de las Familias (en espagnol : musée des familles) est une publication périodique culturelle portant sur les sciences et les traditions sociales (costumbrismo) fondée à Madrid (Espagne) en 1843 par Francisco de Paula Mellado (es).

## Histoire
Museo de las Familias est fondée, par Francisco de Paula Mellado (es), un éditeur populaire de journaux et de feuilletons, qui se chargera de son édition et de son impression.
En plus d'être en compétition avec Semanario Pintoresco Español et El Museo Universal, Paula Mellado s'inspire de revues étrangères du même genre, en particulier françaises, telles que Musée des familles,.
De périodicité mensuelle, le premier numéro apparaît le 25 janvier 1843, et malgré les agitations politiques, le journal s'en tiendra éloigné — se qualifiant de publication « indépendante, purement littéraire et artistique » — se contentant de fournir, ainsi que l'indique son sous-titre, des « lectures agréables et instructives ».
Paula Mellado est le directeur de la publication de 1843 à 1847 et de 1865 à 1867 ; José Muñoz Maldonado (es) assure la direction entre ces deux mandats. De 1843 à 1854, la collection regroupe en tout 12 tomes ; de 1855 à 1867, 13 autres ; de 1868 à avril 1870, plusieurs numéros sont édités, accumulant 96 pages, avant la dernière période de la revue allant d'avril à décembre de cette même année, sous la direction de Dionisio Chaulié (es).
En décembre 1869, La Ilustración Española y Americana est créée avec de nouvelles techniques de gravure et d'impression et une nouvelle structure de contenus : Museo de las Familias ne peut répondre à cette modernité et cessera de publier exactement un an plus tard.

## Contenus
La revue proposera des articles sur l'Histoire, l'histoire naturelle, la géographie, les voyages, les mœurs, les arts, des biographies d'illustres espagnols, ainsi que des légendes et anecdotes morales. Elle publie des contes, des poèmes, des romans sous forme de feuilleton et autres textes à suivre sur plusieurs numéros.
Cette variété de contenu fait la fierté de la revue qui se réclame un « journal-bibliothèque » destiné à « distraire avec des lectures instructives sans aridité ; religieuses ou morales sans ennui ; amusantes sans scandale ; et populaires sans charlatanisme » les plus de 4 000 familles qui étaient abonnées en 1855.
Cependant, la revue reste spécialisée sur les sujets romanesques et artistiques ; par ailleurs, dans l'intention de divulguer et d'avoir une valeur pédagogique, la revue proposait surtout des récits « historico-légendaires » ou « historico-romanesques, », bien que Seoane juge ces lectures « très pauvres et insipides » et qu'elle ne se révèlent pas si agréables et instructives que promis,.

## Collaborateurs
Le collaborateur le plus important de la revue est l'écrivain et juriste des Lumières José Muñoz Maldonado (es) : il participe dès le premier numéro et occupera même un poste de directeur pendant presque 20 ans, bien que partageant son activité avec Semanario Pintoresco Español, devenant le véritable artisan de cette revue. Il ira jusqu'à écrire des numéros dans leur quasi-totalité, avec l'aide de Francisco Fernández Villabrille (1781-1864).
La revue bénéficie par ailleurs de la collaboration de nombreux écrivains de qualité, dont Manuel Bretón de los Herreros (es), Modesto Lafuente, José Eugenio Hartzenbusch (es), Ramón de Campoamor, Antonio Ferrer del Río (es), Gregorio Romero Larrañaga (es), Antonio Pirala (es), Carolina Coronado, Gertrudis Gómez de Avellaneda et Cecilia Böhl de Faber y Larrea (« Fernán Caballero »). José Zorrilla a également participé, et a par ailleurs, se faisant passer pour un artiste italien, réalisé plusieurs illustrations.
Les gravures sont tantôt des originales tantôt des copies d'œuvres pittoresques provenant de France (en majeure partie), d'Angleterre ou d'Allemagne, ce qui donne un style un peu étranger à la revue, en particulier pour les couleurs des gravures françaises. Le graveur Vicente Castelló participe au lancement de la revue, et Calixto Ortega participera régulièrement,.